# 天佑鲍比
《天佑鲍比》（英語：Prayers for Bobby） 是2009年的一部电视电影，2009年1月24日在Lifetime电视网络上首次播映。改编自Leroy F. Aarons的同名書籍。 书本身是根据一个年轻的同性恋Bobby Griffith因为母亲和社会的保守而自杀的真实事件而写的。电影由瑞恩·凯利（Ryan Kelley）饰演Bobby Griffith，西格妮·韦弗饰演他的母亲Mary。
这部电影曾被提名两个黃金時段艾美獎（最佳电视电影；迷你电视系列剧/电视电影最佳女主角 - 西格妮·韦弗）。西格妮·韦弗也被提名2010年金球奖最佳电视电影和迷你剧集女主角和2010年的电影演员协会奖。这部电影赢得2010年GLAAD奖，以及西雅图同性恋电影节观众最喜爱奖。
《天佑鲍比》执行制片人为Daniel Sladek, Chris Taaffe, David Permut and Stanley M. Brooks。

## 演员
- 西格妮·韦弗 饰演 Mary Griffith
- 亨利·科泽尼 饰演 Robert Griffith
- 瑞恩·凯利 饰演 Bobby Griffith
- 奥斯汀·尼可斯 饰演 Ed Griffith
- Dan Butler 饰演 the Rev. Whitsell
- Carly Schroeder 饰演 Joy Griffith
- Shannon Eagen 饰演 Nancy Griffith
- Scott Bailey 饰演 David
- Bryan Endress-Fox 饰演 Greg
- Rebecca Louise Miller 饰演 Jeanette
- Mary Griffith 饰演 她自己在同志游行现场